# Hubert Ruffe
Hubert Ruffe, né le 29 août 1899  à Penne-d'Agenais et mort dans cette ville le 28 août 1995, est un homme politique français.

## Biographie
Domestique agricole, "toucheur de bœufs", il s'engage dès les années 1920 dans la défense des paysans après avoir adhéré au Parti communiste à son retour du service militaire dans le sillage de Renaud Jean. Il devient permanent du parti en 1932, chargé de la région de Bordeaux.
Il participe, à partir de 1941, à l'organisation de la résistance communiste dans la zone sud et représente le PCF au comité de libération de Lyon.
Membre titulaire du comité central de son parti de 1947 à 1956, il est député communiste  de Lot-et-Garonne, élu à huit reprises, de 1945 à 1981 (sur liste départementale jusqu'en 1958, puis de la deuxième circonscription de Lot-et-Garonne à partir de 1962).

### Au cinéma
Il apparaît en 1974 dans le film de Jean-Daniel Simon Il pleut toujours où c'est mouillé, où il joue son propre rôle et décrit les difficultés du monde paysan de cette période.

## Mandats
- Député de Lot-et-Garonne : 1945-1951 ; 1956-1958 ; 1962-1968 ; 1973-1981
- Conseiller général du canton de Lavardac de 1951 à 1958
- Conseiller général du canton de Mas-d'Agenais de 1961 à 1982